# Émissions de CO2 du transport ferroviaire

Le transport ferroviaire est un émetteur de dioxyde de carbone (CO2) qui est un des principaux gaz à effet de serre. Il est émis soit de manière directe par une locomotive diesel, soit de manière indirecte par la production d'électricité nécessaire aux locomotives. 

## Vecteur énergétique
Selon l'Agence internationale de l'énergie, en 2004, le secteur des transports représente 26 % de la consommation énergétique mondiale, soit 23 % des émissions mondiales de gaz à effet de serre. En 2000, le transport ferroviaire consommait 1,19 exajoule (1018 joule), soit 1,5 % de l'énergie consommée pour les transports dans le monde.
Cette énergie est principalement l'énergie de traction, qui est soit électrique, soit diesel. Le charbon est encore utilisé dans certains pays en développement (2007).
Les émissions de CO2 des transports ferroviaires varient d'un pays à un autre selon le degré d'électrification des infrastructures ferroviaires et selon le mix énergétique utilisé pour produire l'électricité.
L'électricité est largement dominante dans le transport ferroviaire en Europe et au Japon, alors qu'en Amérique du Nord le diesel est largement utilisé.

## Construction des infrastructures
Selon l'Union internationale des chemins de fer en 2016, la construction des voies représente une émission additionnelle de l'ordre de six à sept grammes de CO2 par voyageur-kilomètres.
En Allemagne, même en tenant compte des infrastructures ferroviaires, le train reste très significativement préférable à la voiture et à l'avion. L'autocar longue distance peut toutefois se révéler meilleur que le train.